# Chiesa di San Domenico (Gaeta)
La chiesa di San Domenico è un edificio del centro storico di Gaeta, situato in via Aragonese.
La chiesa, officiata solo l'8 agosto, memoria del santo titolare, si trova all'interno del territorio della parrocchia che insiste sulla cattedrale dei Santi Erasmo e Marciano e di Santa Maria Assunta.

## Storia
La presenza a Gaeta di frati appartenenti all'ordine dei frati predicatori è attestata dal 1229: in tale anno, per volere di Riccardo dell'Aquila, conte di Fondi, e di suo figlio Ruggero, venne fondato nella città un piccolo convento di modeste dimensioni, che venne affidato ai domenicani.
Nel 1308 Carlo II d'Angiò, re di Napoli, concesse ai frati una vasta area, in parte occupata dal monastero cistercense femminile di Santa Maria della Maina; il complesso precedente venne inglobato all'interno di quello appositamente costruito dai domenicani. La nuova struttura constò in un convento con chiostro ed una chiesa di grandi dimensioni dedicata a san Domenico di Guzman, fondatore dell'ordine. Nel 1449, in seguito alla requisizione di una proprietà dell'ordine per l'ampliamento del castello, Alfonso V d'Aragona volle l'ampliamento della chiesa con l'edificazione di una navata laterale, probabilmente su progetto dell'architetto Guillermo Sagrera.
Tra il XV e il XVIII secolo, la chiesa è stata arricchita con opere d'arte, anche in virtù del fatto che la navata laterale, come alcuni ambienti che si affacciavano sul chiostro, era stata riconvertita in cappelle, sia gentilizie, sia sede di confraternite; tra queste la confraternita della Madonna del Rosario, fondata nel 1622. Nel 1671, in occasione del primo centenario della battaglia di Lepanto, vennero realizzati dei nuovi arredi per il presbiterio, ascrivibile a Dionisio Lazzari e costituito dall'altare maggiore e dalla balaustra, entrambi in marmi policromi intarsiati; questo venne spostato nella cappella della confraternita della Madonna del Rosario nel 1710, quando Domenico Antonio Vaccaro edificò un nuovo altare; per quest'ultimo, nel 1737 Sebastiano Conca realizzò una pala. Negli stessi anni, fu oggetto di una campagna decorativa in stile barocco, con la realizzazione di stucchi sulle pareti e sulle volte.
Nel 1809, con la soppressione degli ordini religiosi, l'intero complesso venne requisito e riconvertito in caserma militare (con il nome di caserma Vittorio Emanuele II); la chiesa, sconsacrata, venne utilizzata come deposito e, nel 1813, grazie all'interessamento di monsignor Giuseppe Iannitti, vicario generale, diversi arredi sacri, quali altari e dipinti, vennero dislocati in varie chiese: l'altare maggiore trovò luogo nella seconda cappella di sinistra della cattedrale; l'altare e la balaustra della cappella del Rosario nella chiesa di San Tommaso, che da allora divenne anche sede della confraternita prendendone il nome; l'organo a canne, costruito nel 1713 da Giuseppe De Martino, nella chiesa di Santa Croce a Spigno Saturnia insieme alla statua lignea di san Domenico, dove vennero distrutti nel corso dei bombardamenti del 1944. Il convento continuò ad essere caserma anche dopo la restaurazione, e la chiesa utilizzata come deposito e stalla, divisa da tramezzi in più locali.
Tra il 1928 e il 1930 la chiesa fu oggetto di un radicale intervento di restauro condotto da Gino Chierici per volere dello storico e Ministro della pubblica istruzione Pietro Fedele (originario di Minturno) e dell'arcivescovo di Gaeta Dionigi Casaroli. In tal frangente, vennero demolite tutte le decorazioni barocche e la chiesa, ridotta ad un'estrema nudità per ridurre la quale nel 1938-39 fu ornata internamente con preziosi dipinti provenienti dalla reggia di Capodimonte; l'ambiente venne illuminato con nuove monofore ogivali in luogo delle finestre quadrangolari barocche e di quelle originarie gotiche, le cui tracce vennero comunque rese visibili lungo la fiancata sinistra dell'edificio. La chiesa venne riaperta al culto e riconsacrata nel 1930.
La chiesa fu sede di una parrocchia fino alla fine degli anni 1970; successivamente venne chiusa al culto ed officiata saltuariamente; tra il 1991 e il 1996 è stata interessata da un intervento di restauro e consolidamento insieme al convento, che era rimasto caserma fino alla seconda guerra mondiale e che, successivamente, era caduto in abbandono.

## Descrizione

### Misure e dimensioni
| Parametro                       | Misura |
| ------------------------------- | ------ |
| Lunghezza                       | 42 m   |
| Larghezza delle navate          | 33 m   |
| Larghezza della navata centrale | 11 m   |
| Altezza della navata centrale   | 17 m   |
| Altezza della navata laterale   | 8,80 m |

### Esterno

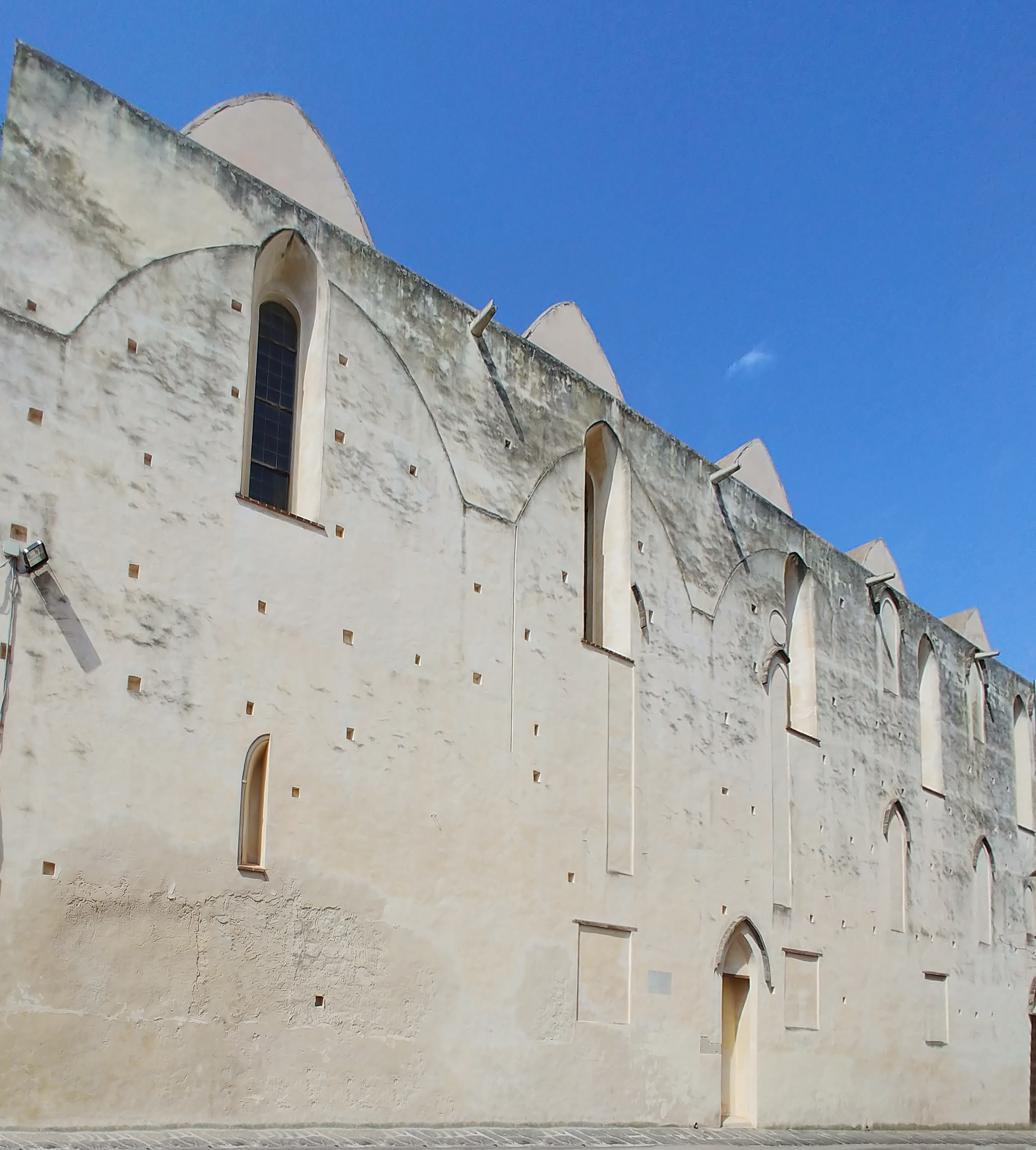
Il fianco destro

La chiesa di San Domenico è situata nel quartiere medioevale, lungo via Aragonese che costeggia il fianco sinistro dell'edificio, in una panoramica posizione a precipizio sul mare.
La facciata è preceduta da un sagrato, sul quale si affacciano la chiesa e il convento con la torre campanaria. Il prospetto è privo di qualsiasi decorazione, con semplice paramento murario ad intonaco. In basso, al centro, si apre il portale, sormontato da una lunetta semicircolare e da un piccolo protiro pensile ad arco a tutto sesto, poggiante su mensole; sulla destra, nell'area che dà su una rientranza tra la chiesa e il convento aperta nei restauri degli anni 1990, una porta più piccola, anch'essa sormontata da una lunetta. Nella parte superiore della facciata, che termina con un arco a sesto acuto dovuto alla copertura con volte a crociera estradossate, vi è un rosone circolare strombato, inserito all'interno della sagoma di una finestra barocca quadrangolare.
Il fianco sinistro della chiesa è caratterizzato dalla presenza delle tracce di aperture realizzate e poi chiuse nel corso dei secoli; queste sono state portate in evidenza nel corso dei restauri degli anni 1990 e appartengono alla primitiva conformazione gotica (quali le lunghe monofore all'interno delle quali sono state realizzate le attuali, più piccole, nel 1928) e a quella barocca (quali le finestre rettangolari). La parete fondale dell'abside è caratterizzata dalla presenza di tre finestre chiuse di grandi dimensioni: una monofora ogivale al centro e, ai lati, due finestroni rettangolari successivi.
Distaccato dalla chiesa sorge il campanile, risalente al XII secolo e appartenente al precedente monastero cistercense femminile di Santa Maria della Maina; è della tipologia a torre, con sezione quadrangolare, e la cella campanaria si apre sull'esterno con una bifora su ciascun lato. La copertura è costituita da un cupolino ogivale, ripristinato nel corso dei restauri degli anni 1990, analogo a quella della vicina ex chiesa di Santa Lucia.

### Interno

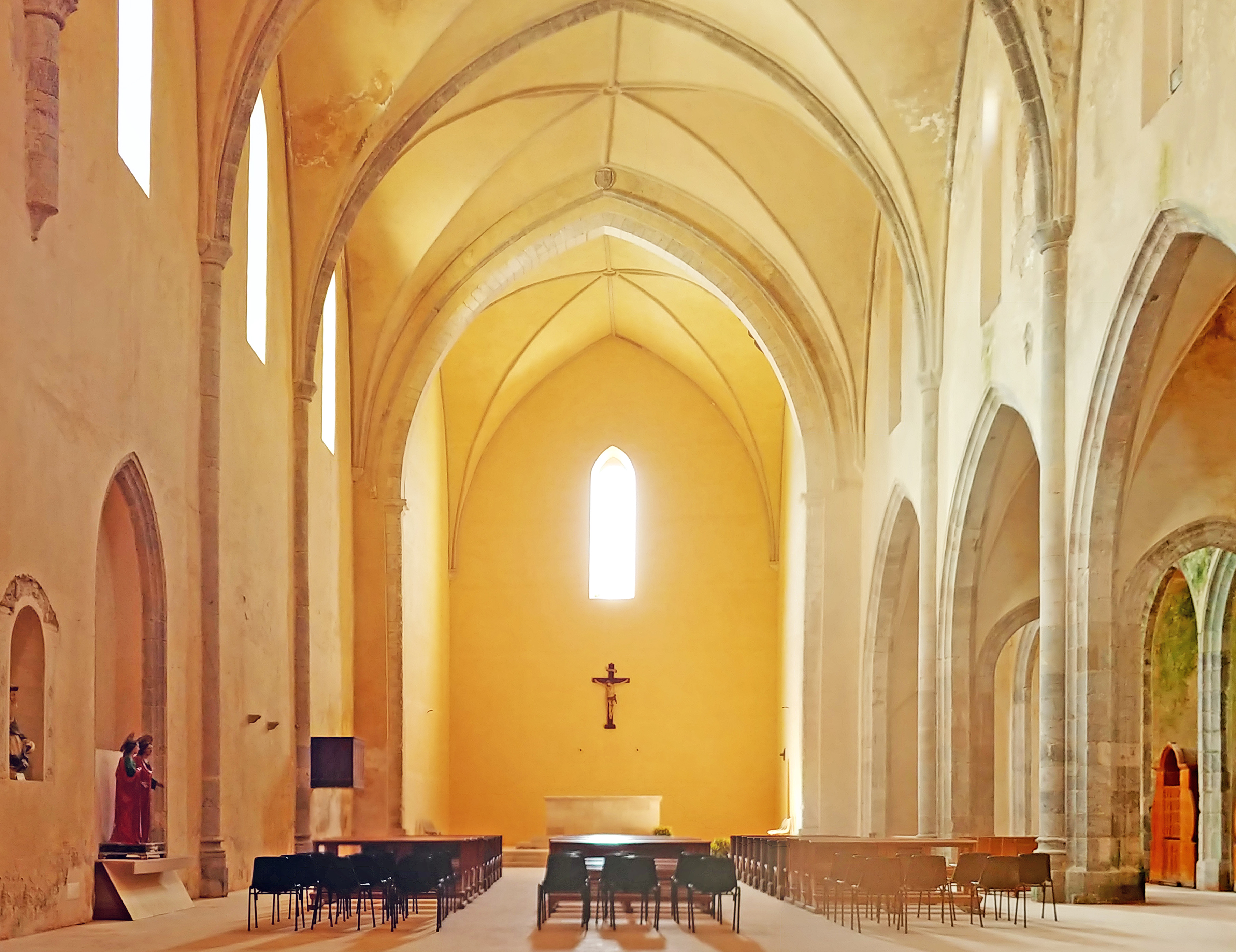
L'interno

L'attuale aspetto interno è dovuto ai restauri degli anni 1920, che hanno eliminato qualsiasi traccia di decorazione successiva all'ampliamento del XV secolo, quando venne realizzata la navata laterale, e hanno ricondotto l'ambiente ad uno stile ipoteticamente vicino a quello originario.
La chiesa è a due navate: quella principale risale al XIV secolo e si compone di cinque campate coperte con volte a crociera, ed è illuminata dalle monofore ogivali del 1928; quella laterale, alla sua sinistra, si articola nello stesso numero di campate e si apre su quella principale con cinque archi a sesto acuto con cornice marmorea. Una struttura simile è visibile nella chiesa di Santa Maria Incoronata a Napoli, risalente alla seconda metà del XIV secolo, ove però le due navate sono invertite, con quella maggiore a destra e la laterale (più ampia rispetto a quella di San Domenico) a sinistra. Nella prima campata della navata minore, in una delle due grandi nicchie che, come nelle altre, si aprono nella parete di fondo, vi sono tracce di affreschi, che originariamente adornavano l'ambiente.
L'abside, a pianta quadrangolare, ha sezione minore rispetto alla navata; è introdotta da un arco a sesto acuto poggiante su due pilastri finemente decorati a bassorilievo. Il presbiterio, leggermente sopraelevato rispetto al resto della chiesa, ospita al centro l'altare, risalente ai restauri degli anni 1920 e costituito da blocchi squadrati di pietra serena. Sulla parete di fondo, sotto la monofora, un crocifisso ligneo policromo.
Nella chiesa non vi è organo a canne; la cantoria barocca costruita per ospitare l'organo di Giuseppe De Martino (1713, trasferito nel 1813 nella chiesa di Santa Croce a Spigno Saturnia e ivi distrutto nel corso dei bombardamenti del 1944) venne demolita nel corso dei restauri novecenteschi.

### Convento

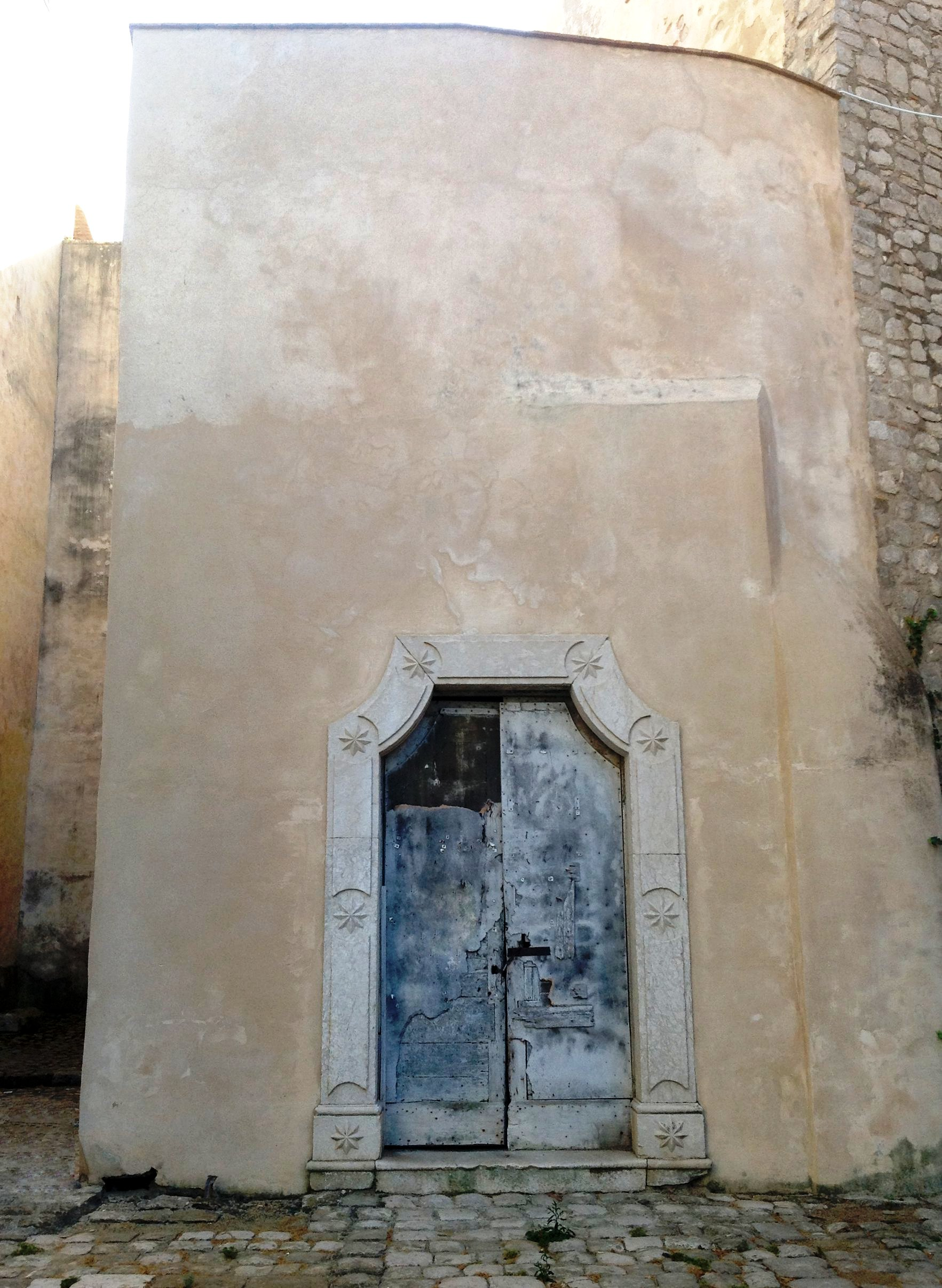
L'ingresso del convento

Alla destra della chiesa, sorge l'ex convento dell'ordine dei frati predicatori. Il complesso venne costruito nel XIV secolo ed ampliato in quello successivo; dopo la soppressione degli ordini religiosi del 1809, venne requisito e riconvertito in caserma, con l'alterazione parziale delle strutture che furono riadattate alle nuove esigenze. Smilitarizzato dopo la seconda guerra mondiale, divenne dapprima residenza per rifugiati politici; poi cadde in abbandono; venne consolidato e superficialmente restaurato tra il 1991 e il 1996.
La struttura si articola intorno ad un chiostro, lungo i cui quattro lati vi sono altrettante gallerie voltate a crociera, che si aprono sullo spazio centrale con arcate poggianti su pilastri a sezione quadrangolare. L'unico ingresso verso l'esterno si apre sul sagrato antistante la chiesa, alla destra della facciata di quest'ultima. Il prospetto è privo di decorazioni o aperture ad eccezione del portale, risalente al XIV secolo; quest'ultimo è caratterizzato da una forma peculiare che richiama un libro aperto, con cornice marmorea che presenta scolpite ad altorilievo otto stelle a otto punte, e richiama lo stemma dell'ordine domenicano.

### Terra Santa
Al di sotto dell'abside della sagrestia della chiesa vi è la cosiddetta Terra Santa, una cripta utilizzata dalla confraternita della Madonna del Rosario per le sepolture dei suoi membri defunti.
L'ambiente venne realizzato nel 1747 e consacrato il 22 ottobre dello stesso anno dal vescovo Gennaro Carmignani; requisito nel 1809 insieme al resto del convento, venne riscattato nel 1853. Dopo un lungo periodo di abbandono nella seconda metà del XX secolo, è stato restaurato e riaperto al pubblico l'8 agosto 2012.
Si accede alla Terra Santa da una scalinata posta alle spalle dell'abside della chiesa, risalente al 1853; in precedenza, la cripta era raggiungibile tramite una scala che la collegava direttamente alla cappella della confraternita. L'ambiente è a pianta quadrata, con tre navate di tre campate ciascuna, coperte con volte a crociera sorrette da quattro pilastri a base quadrangolare, con capitelli in stucco costituiti da semplici modanature. Al centro della parete di destra, addossato a quest'ultima è l'altare barocco in scagliola, dipinto a finto marmo. All'interno della cappella trovano luogo diversi resti mortali, tra i quali 70 teschi esposti lungo le pareti su mensole marmoree; vi anche l'urna, vuota, che ospitava in origine il corpo mummificato di Peppino Conte, morto il 13 marzo 1861 all'età di quattro anni.

## Galleria d'immagini

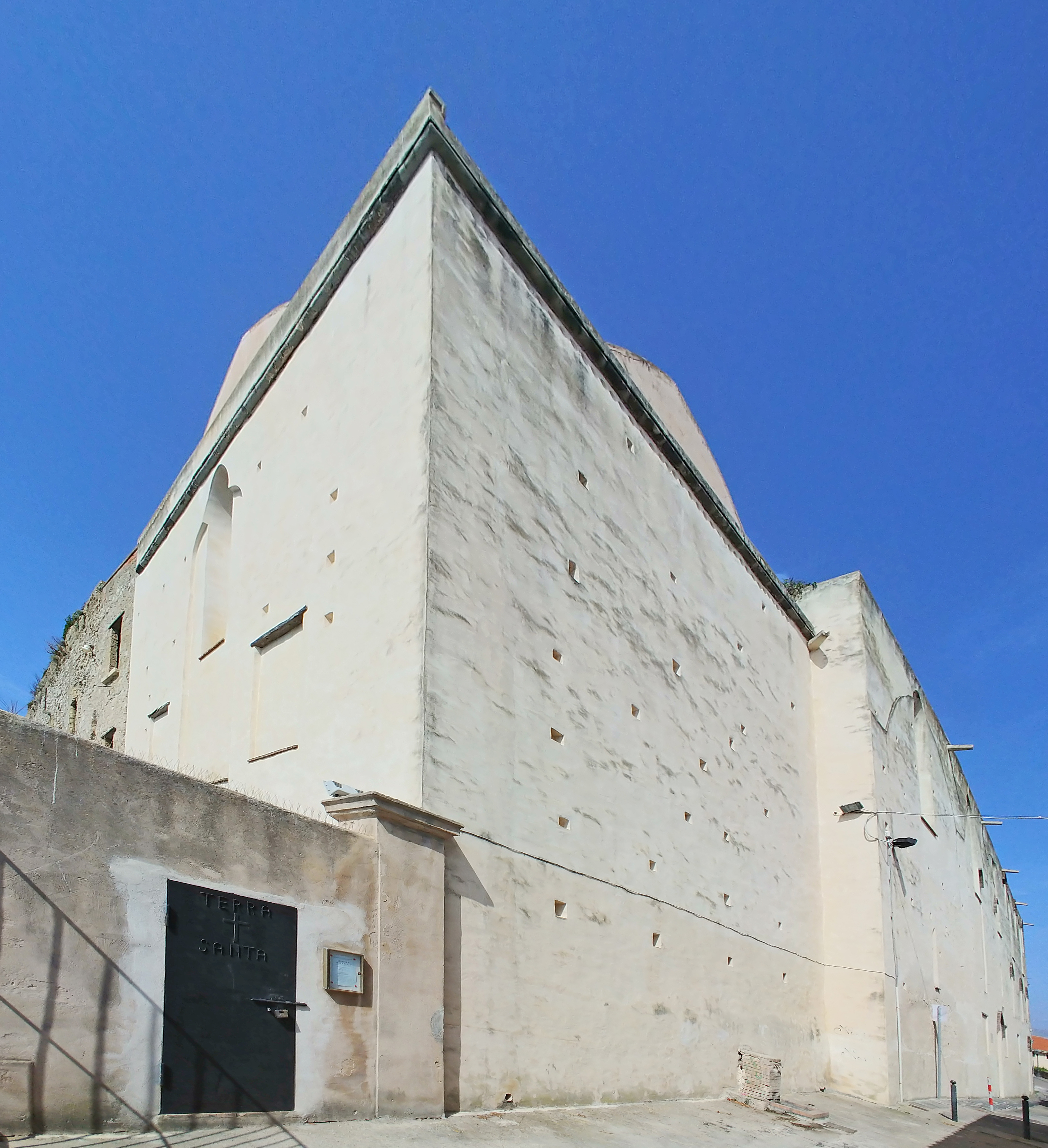
Abside e ingresso alla Terra Santa
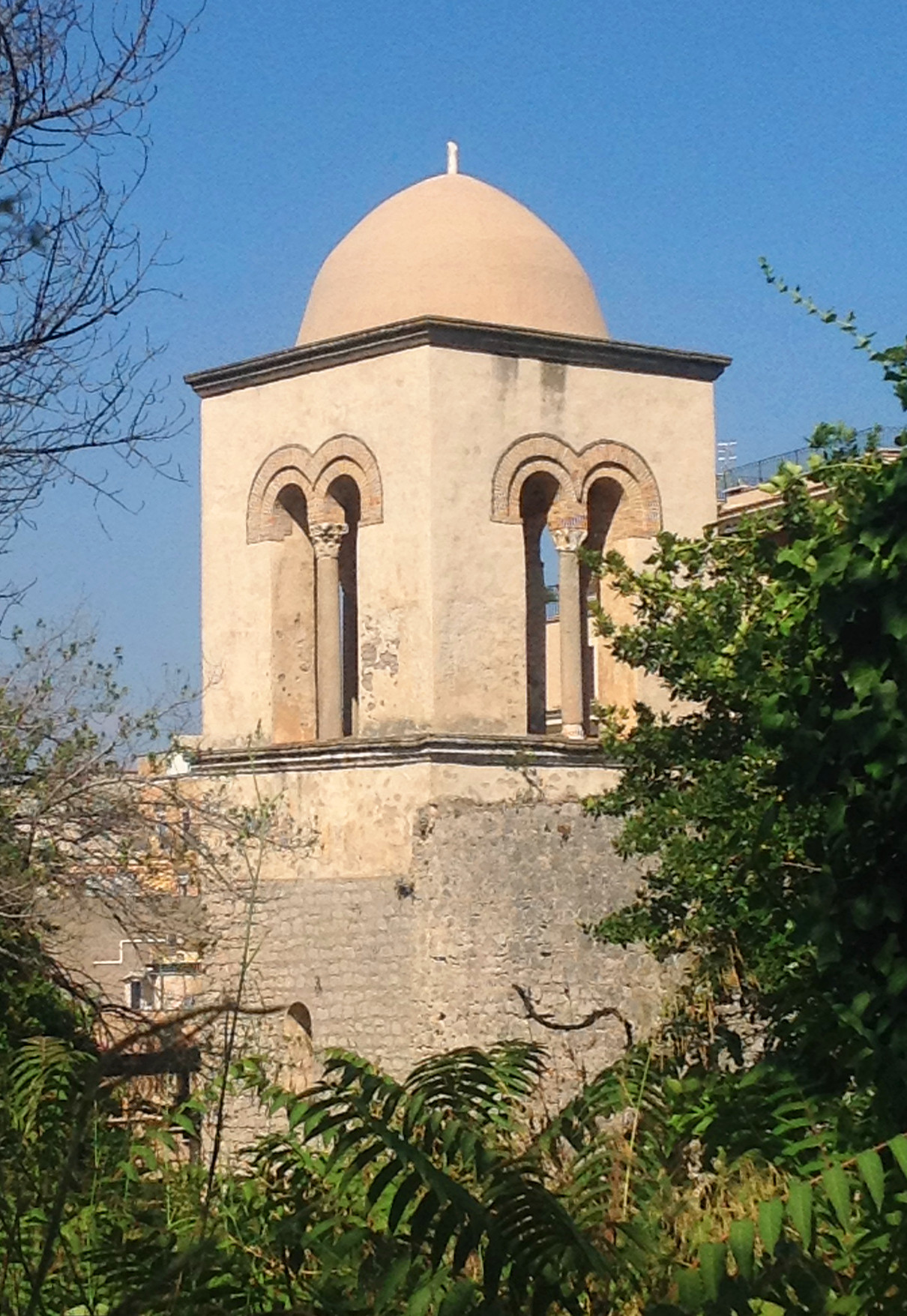
Campanile
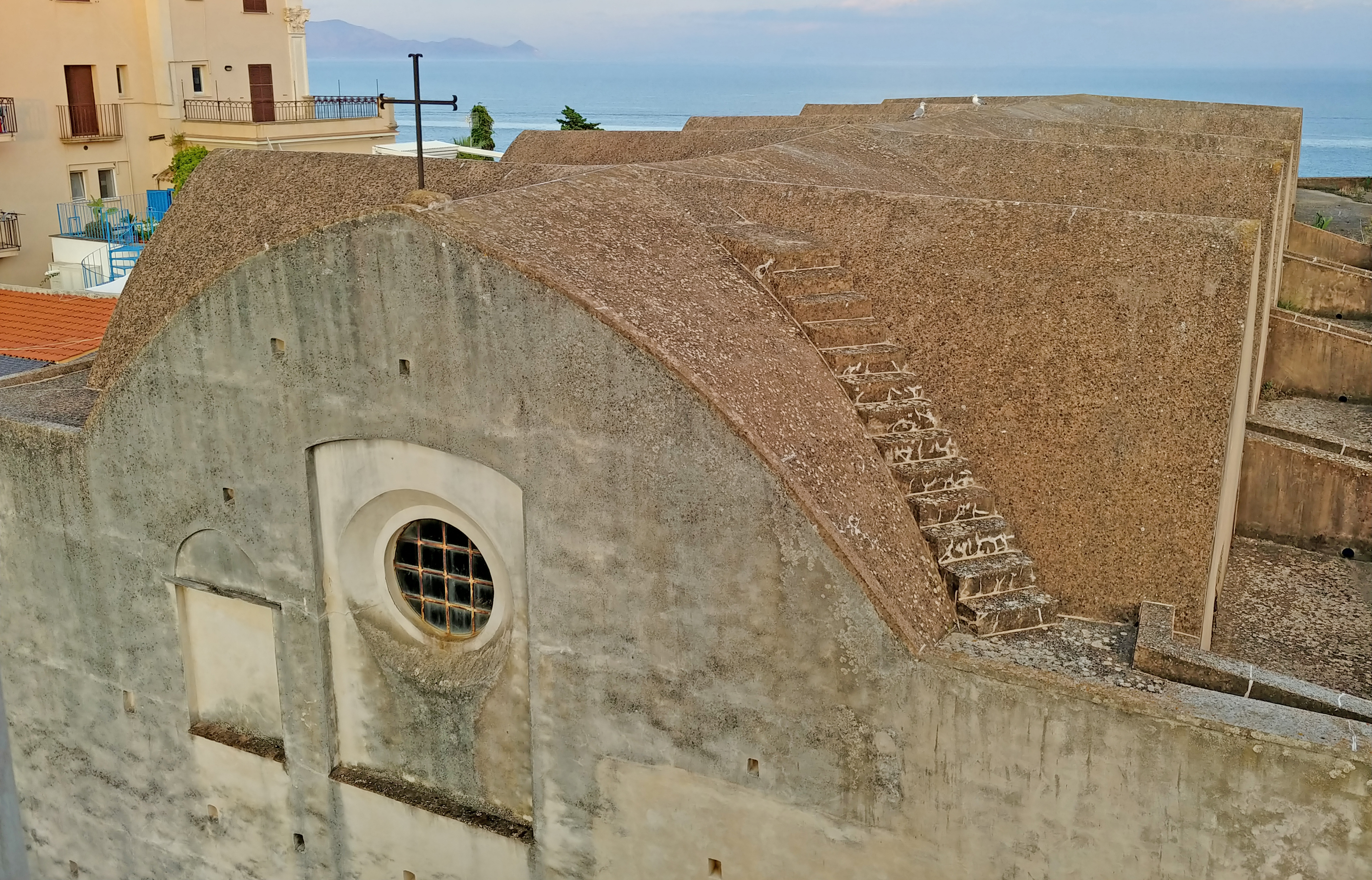
Volta estradossata della navata centrale
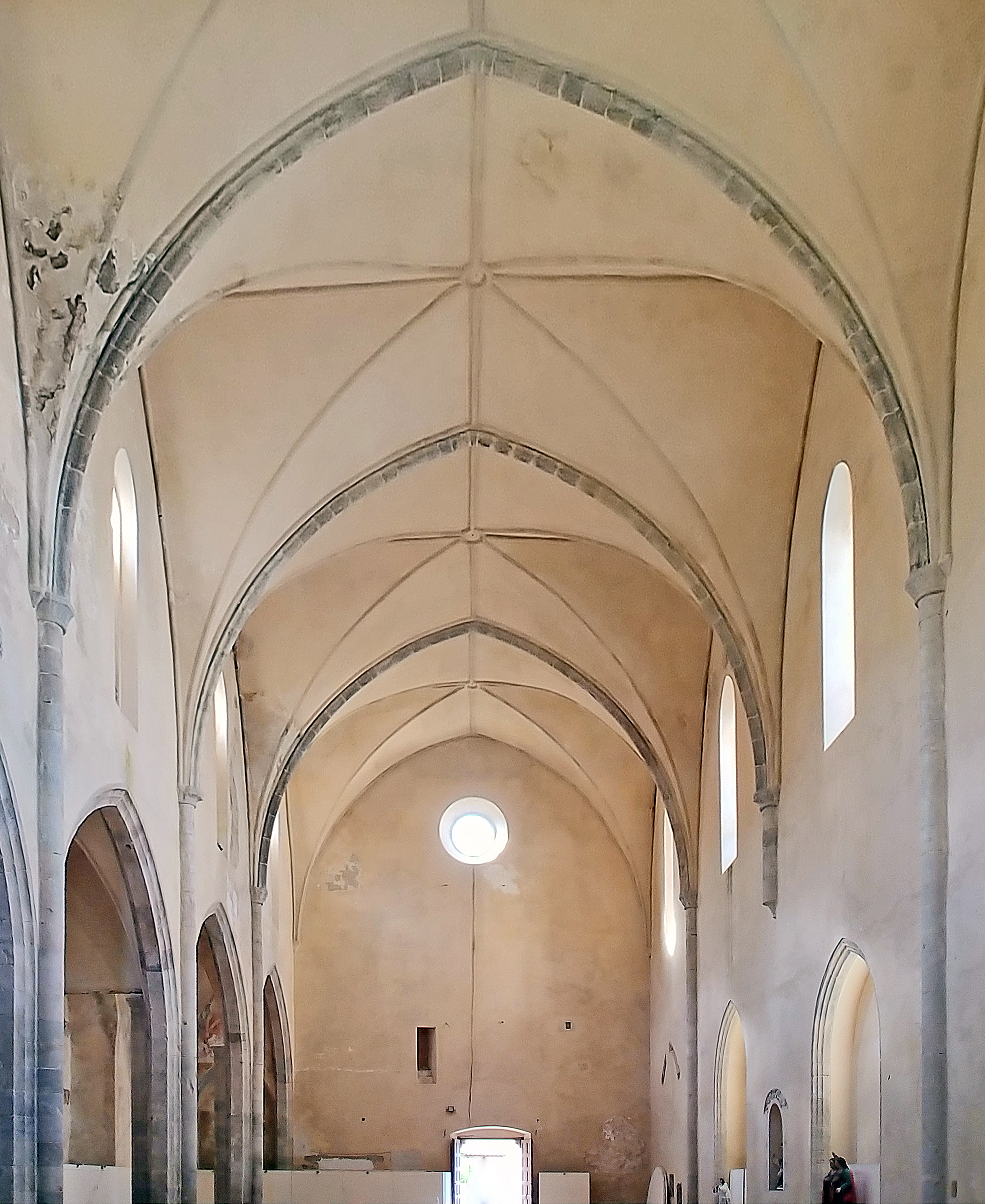
Interno verso la controfacciata
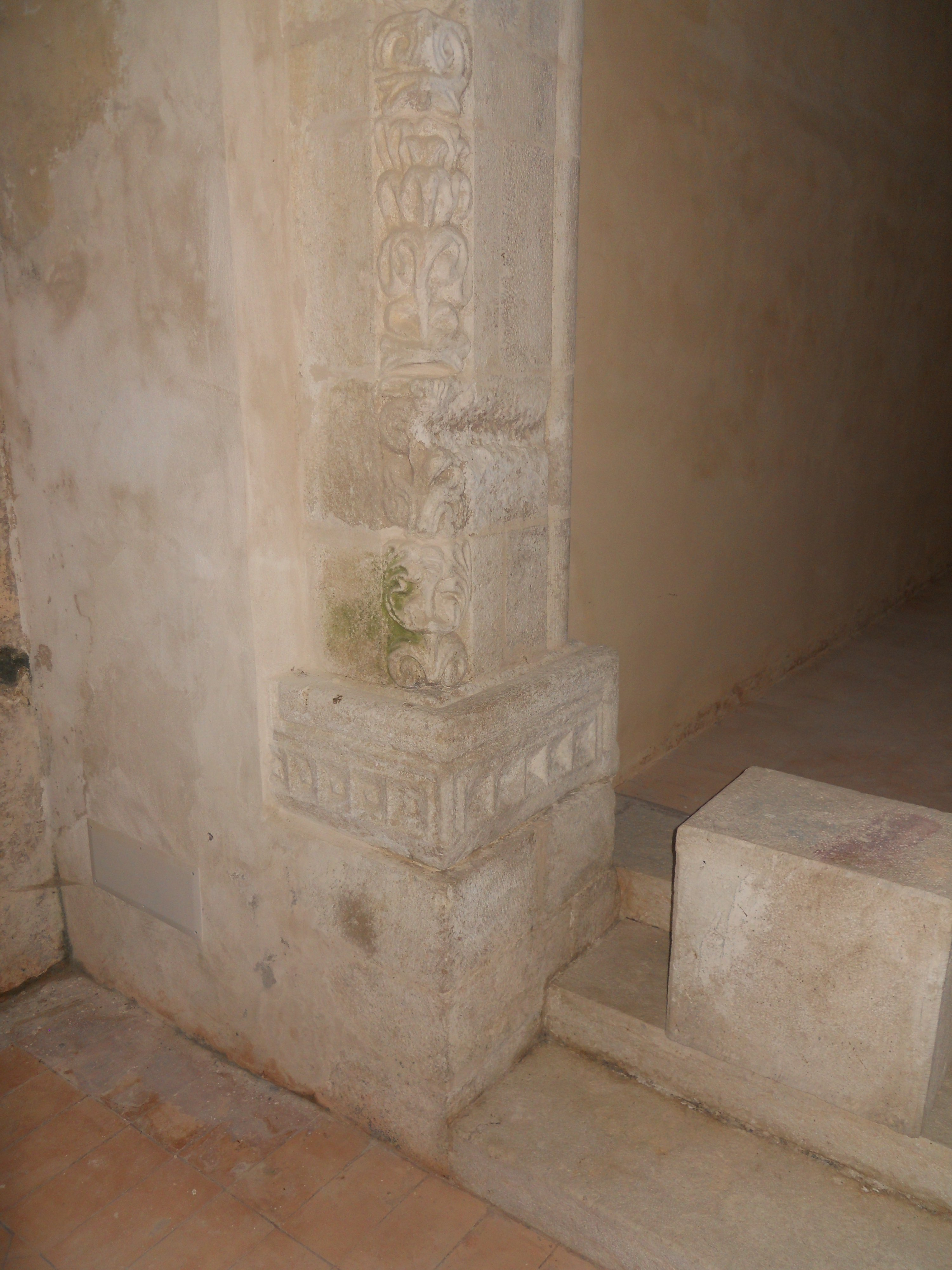
Decorazione dell'arco absidale
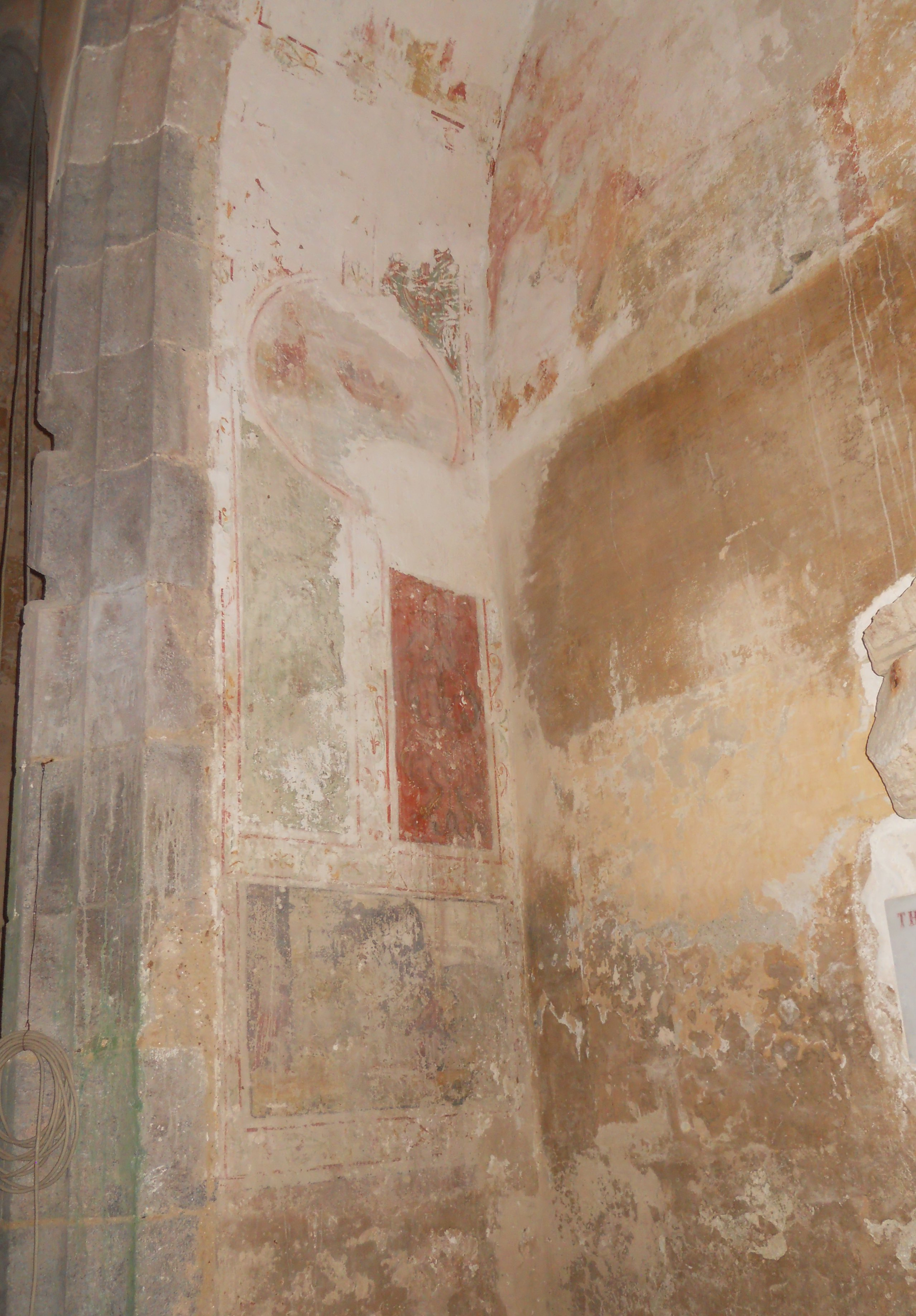
Tracce di affreschi nella navata minore
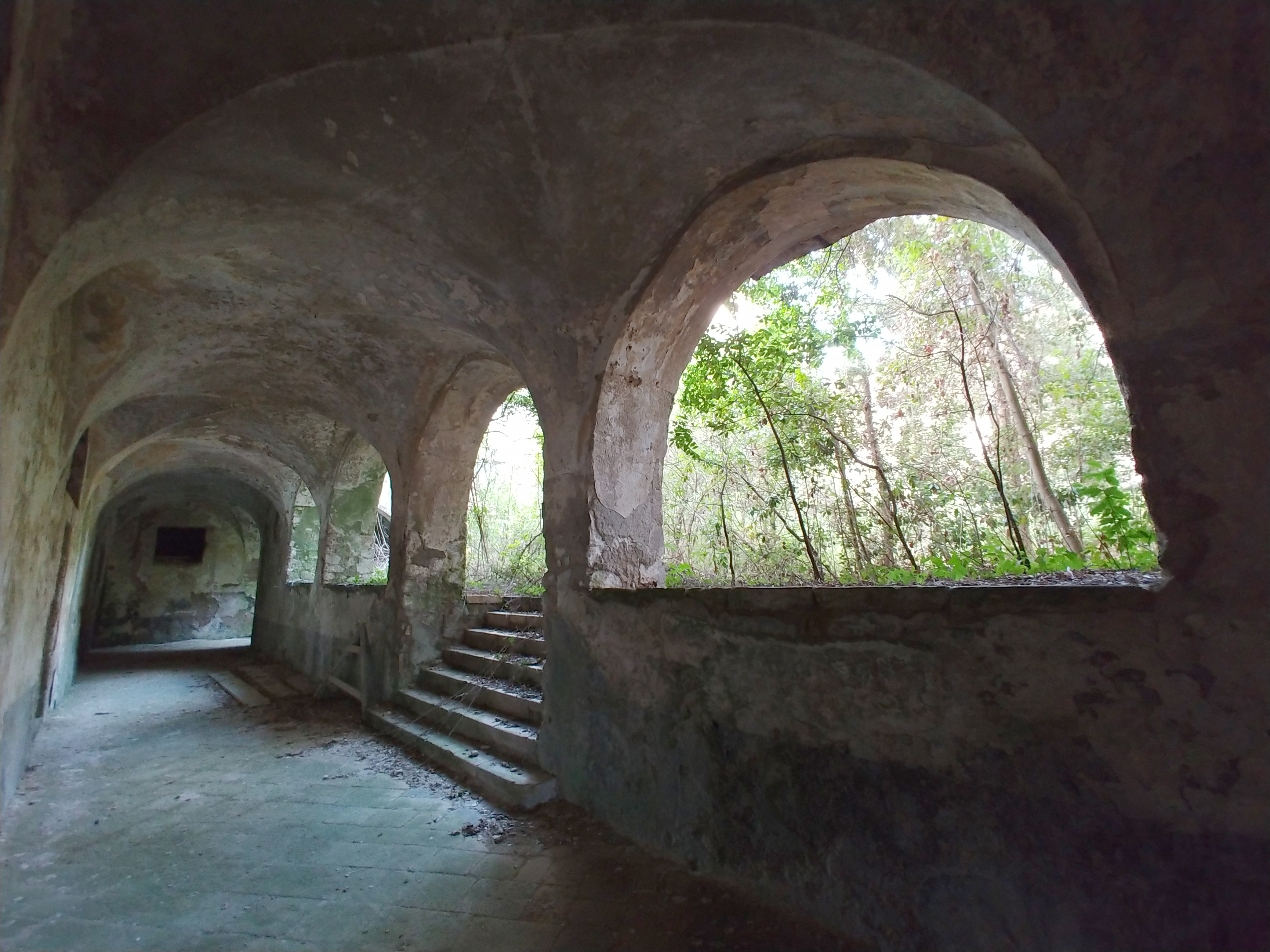
Galleria meridionale del chiostro
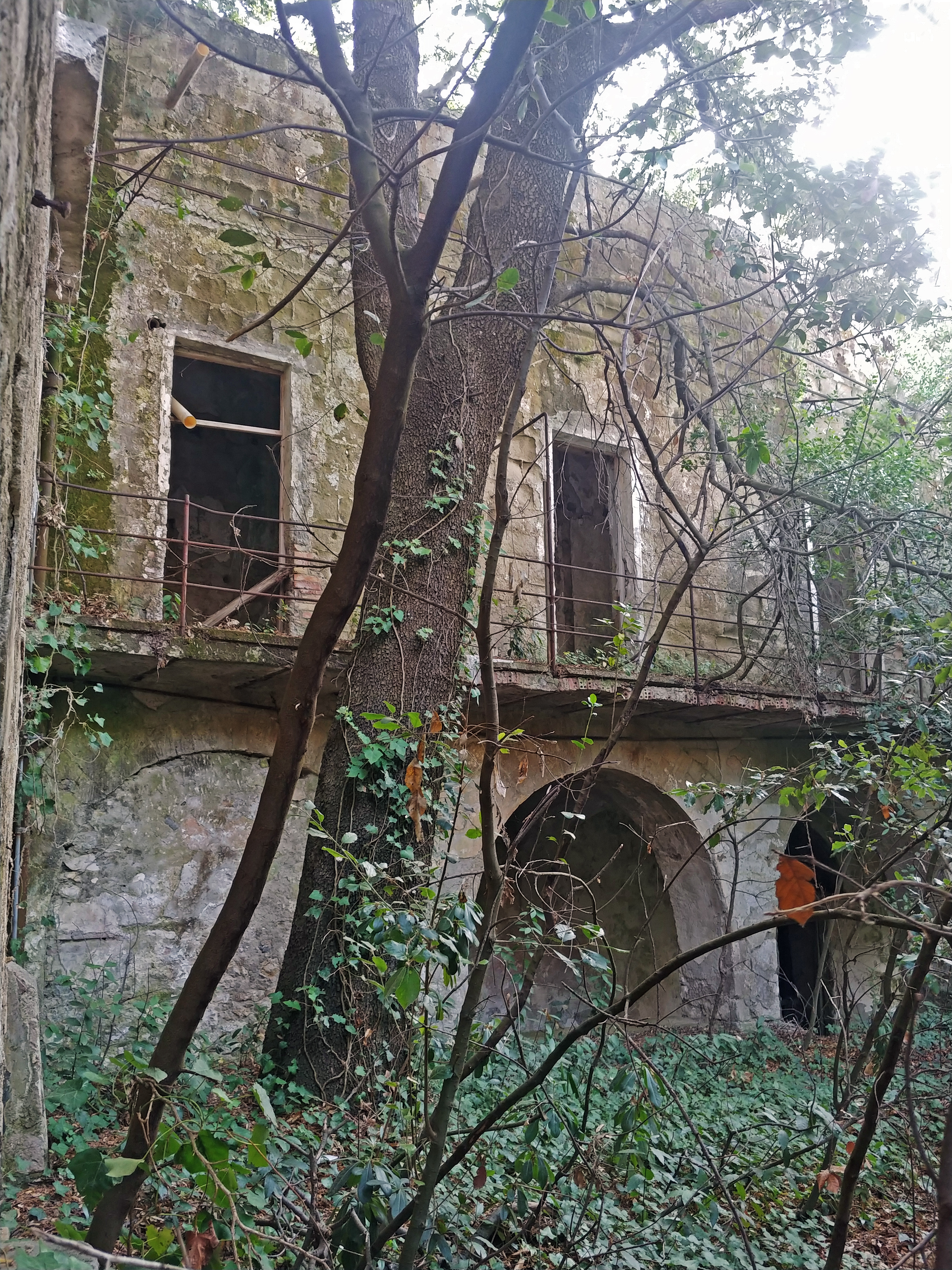
Lato meridionale del chiostro